# Dendrelaphis underwoodi
Dendrelaphis underwoodi es una especie de serpientes de la familia Colubridae.

## Distribución geográfica yhábitat
Es endémica de montanos del oeste de Java (Indonesia).